# Bad Lieutenant
Bad Lieutenant foi uma banda britânica de rock alternativo formada em 2007 por Bernard Sumner, Phil Cunningham e Jake Evans, na Inglaterra. Stephen Morris (do New Order), e os baixistas Alex James (do Blur) e Tom Chapman tocaram no álbum de estréia da banda, Never Cry Another Tear, lançado em outubro de 2009, mas não eram membros fixos.

## História
Com a saída de Peter Hook, em 2007, as perspectivas de novos materiais do New Order estavam cada vez menores, deste modo, Bernard Sumner formou o Bad Lieutenant para gravar suas novas músicas.
Embora, o novo trabalho de Sumner não deixe de lembrar o New Order, existem pequenas diferenças entre este material e o conhecido. O álbum "Never Cry Another Tear" acentua o guitarra do pop melódico e o lirismo vindos direto do trabalho do New Order nos anos 2000.
A banda entrou em um hiato indefinido assim que Sumner e Cunningham retornaram ao New Order. Evans está trabalhando em material solo e também como músico de apoio do New Order em sua turnê que teve início em 2012.

## Discografia
- Never Cry Another Tear (6 de outubro de 2009, Original Signal)

### Oficiais
- Bad Lieutenant Site Oficial
- Bad Lieutenant no Myspace
- Bad Lieutenant no X
- Bad Lieutenant no Facebook

### Informações
- Bad Lieutenant (em inglês) no AllMusic
- Bad Lieutenant (em inglês) no Discogs
- Discografia de Bad Lieutenant no MusicBrainz
- Bad Lieutenant no Last.fm